# Tmolos (Stadt)
Tmolos (altgriechisch Τμῶλος, lateinische Form Tmolus) war eine antike Stadt in der westkleinasiatischen Landschaft Lydien. Sie lag im Norden des gleichnamigen Gebirges (heute das Massiv des Boz Dağı), wohl 14 km westlich von Sardeis beim heutigen Dorf Gökkaya östlich von Turgutlu in der Provinz Manisa in der Türkei.
Im Jahr 17 n. Chr. wurde Tmolos zusammen mit anderen Städten der römischen Provinz Asia bei einem Erdbeben verwüstet und erhielt Wiederaufbauhilfe durch den Kaiser Tiberius. Ab dem zweiten Jahrhundert trug die Stadt, wie ihre Münzen zeigen, zu Ehren des Kaisers Mark Aurel den Namen Aureliopolis. Auf das spätantike Bistum der Stadt geht das Titularbistum Aureliopolis in Asia der römisch-katholischen Kirche zurück.